# El Porvenir de Torrelavega
El Porvenir de Torrelavega fue un periódico fundado en 1873 en Torrelavega (Cantabria), de tendencia republicana.
El Porvenir de Torrelavega fue el primer periódico editado en la capital del Besaya, saliendo el 21 de agosto de 1873; su director fue Juan Revilla Oyuela. Aunque su vida fue corta, de tan sólo tres meses, desapareciendo en noviembre de ese mismo año de 1873, su importancia radica en ser el pionero de la prensa escrita en la ciudad, abriendo el camino a otras publicaciones que vendrían después, como El Impulsor Municipal.
El Porvenir se imprimió en la imprenta de Bernardo Rueda, de la calle San José de Torrelavega, que fue la primera instalada en la ciudad.